# Marie Immaculée Ingabire
 (mai 2023).
Marie Immaculée Ingabire est une féministe rwandaise et militante des droits de l'homme, une défenseure dévouée du genre et de la justice sociale qui a passé toute sa carrière à faire avancer les droits des femmes dans la région. 

## Biographie
Elle a dirigé des délégations rwandaises et représenté le Rwanda dans différents forums et mouvements de haut niveau tels que la quatrième Conférence mondiale sur les femmes en 1995 à Pékin et la Conférence internationale sur la région des Grands Lacs, où elle a présidé le Forum régional des femmes.
Elle a été à l'avant-garde de la création de nombreuses organisations dirigées par des femmes telles que PROFEMME TWESE HAMWE, HAGURUKA et Rwanda Women Network et est actuellement présidente de la section nationale Rwandaise de Transparency International, où elle travaille dans la prévention, la dénonciation et la corruption.
Elle était journaliste à l'Office Rwandais de l'information. Elle est actuellement présidente de Transparence International au Rwanda.

## Distinctions
Sous sa direction, Transparency International Rwanda a été élue meilleure organisation pour proposer des initiatives qui promeuvent la bonne gouvernance dans le pays en 2012, un prix décerné par le Conseil de gouvernance du Rwanda (RGB).